# José Lázaro Robles Júnior
José Lázaro Robles Júnior, mais conhecido como Ziza (São Paulo, 26 de abril de 1950) é um treinador e ex-futebolista brasileiro que atuava como ponta-esquerda.
É filho do também futebolista José Lázaro Robles, mais conhecido como Pinga.

## Carreira

### Jogador
Nascido no bairro da Mooca e mantendo a tradição familiar, Ziza iniciou sua carreira nas categorias amadoras do Juventus na segunda metade dos anos 60.
Com grande destaque no time Grená, esteve perto de jogar no Porto de Portugal, mas sem o acerto financeiro foi negociado com o Guarani em 1974.
Estreou no dia 26 de janeiro de 1975, no empate sem gols com a Portuguesa Santista, no Estádio Urbano Caldeira, e já marcou gol na segunda partida, ao abrir o placar de 2 a 0 sobre o XV de Piracicaba, no Estádio Brinco de Ouro, em jogo válido pelo Torneio Laudo Natel. Naquele ano de 1975, foi vencedor da Bola de Prata da Revista Placar. Jogando pelo Guarani, Ziza foi campeão do primeiro turno do Campeonato Paulista de 1976.
O sucesso no time campineiro levou Ziza ao Atlético Mineiro no segundo semestre de 1977. Foi vice-campeão brasileiro pelo clube em 1977.
Convocado para a Seleção Brasileira, Ziza foi afastado pelo médico Lídio de Toledo no período das eliminatórias para o Mundial da Argentina em 1978.
Foi campeão mineiro de 1978 e permaneceu no Galo até maio de 1979, onde atuou em 157 jogos, com 84 vitórias, 49 empates, 24 derrotas e 31 gols marcados.
Foi contratado pelo Botafogo, que investir aproximadamente 6 milhões de cruzeiros. Foi dispensado em 1981.
Encerrou sua carreira em 1982, ano em que defendeu a Internacional de Limeira.

### Treinador
Formado em Educação Física, como treinador, atuou predominantemente no Oriente Médio. Chegou ao Catar ainda em 1984 a convite de Pepe.

## Títulos
Atlético Mineiro
- Campeonato Mineiro: 1978, 1979
- Copa dos Campeões da Copa Brasil: 1978

Individuais
- Bola da Prata: 1975
- Artilheiro da Copa dos Campeões da Copa Brasil: 1978 (1 gol)